# (44700) 1999 SG3
(44700) 1999 SG3 es un asteroide perteneciente al cinturón de asteroides, descubierto el 22 de septiembre de 1999 por el equipo del Lincoln Near-Earth Asteroid Research desde el Laboratorio Lincoln, Socorro, Nuevo México.

## Designación y nombre
Designado provisionalmente como 1999 SG3.

## Características orbitales
1999 SG3 está situado a una distancia media del Sol de 2,320 ua, pudiendo alejarse hasta 2,837 ua y acercarse hasta 1,803 ua. Su excentricidad es 0,223 y la inclinación orbital 22,216 grados. Emplea 1290,80 días en completar una órbita alrededor del Sol.
Pertenece a la familia de asteroides de (25) Phocaea.

## Características físicas
La magnitud absoluta de 1999 SG3 es 13,92. Tiene 10,263 km de diámetro y su albedo se estima en 0,051.